# Ботошанський трамвай
Ботошанський трамвай — колишня система трамвайного сполучення в румунському місті Ботошані.

## Історія
Рішення про будівництво трамваїв у Ботошанах було прийнято в 1988 році. Першу трамвайну лінію було запущено 6 вересня 1991 року, вона отримала номер 101. Другий маршрут № 102 було запущено 10 листопада 1993 року. За кінцевою зупинкою «Primăverii» лінії 102 було побудовано фрагмент протяжністю в 1,1 км у північному напрямку до колії маршруту 101. Подальше розширення трамвайних ліній було припинене через брак фанансування. В місті діяло одне трамвайне депо поблизу петлі Fabrică de mobilă.
З 1 серпня 2020 року трамваї замінено на автобуси Isuzu Citibus, як спершу оголошено, тимчасово, до придбання нових трамваїв та оновлення трамвайної лінії. Та в березні 2022 року було оголошено про закриття трамвайної системи в Ботошані та її повну заміну електробусами Isuzu. У серпні 2022 року розпочато демонтаж колій.

## Маршрути
Маршрут № 101 довжиною 5,7 км проходить із заходу на схід міста: Fabrică de mobilă — Luceafărul
Маршрут лінії № 102 схожий на маршрут № 101, але в центрі відгалуження: Fabrică de mobilă — Primăverii. Лінія 102 має протяжність 4,6 км.

## Рухомий склад
Перші трамваї було доставлено в 1990 році. Це було 10 румунських вагонів V3A, їх було позначено цифрами від 1 до 10. Перед запуском другої лінії в 1993 році було доставлено партію з шести трамвайних вагонів V3A з Клужу, позначених цифрами від 11 до 16. У 2001—2002 роках їх було замінено на використані вагони T4D з Дрездена, у тому числі два — двосторонні вагони. У 2009 році планувалося імпортувати з Німеччини 15 вживаних вагонів на суму 350 тисяч. євро. У квітні 2011 року з Дрездена привезли 11 трамваїв Tatra T4D-MT.